# 沼津市立長井崎小中一貫学校
沼津市立長井崎小中一貫学校（ぬまづしりつ ながいさきしょうちゅういっかんがっこう）は、静岡県沼津市内浦重須にある公立小中一貫校。沼津市立内浦小学校、沼津市立西浦小学校と統合し、2021年4月1日より沼津市立長井崎小中一貫学校として開校した。校地は前身の沼津市立長井崎中学校（ぬまづしりつ ながいさきちゅうがっこう）のものが使われている。
ここでは長井崎中学校についても述べる。

## 周辺
沼津市内浦重須と西浦木負に跨っている長井崎の頂上部分にあり、周辺はみかん畑や緑に囲まれ、自然豊かな立地である。学校の住所は内浦重須だが、学校の西側はすぐに西浦木負となる。

## 沿革

### 長井崎中学校
沼津市立内浦小学校・沼津市立西浦小学校はリンク先を参照。
- 1981年（昭和56年）
  - 4月1日 - 内浦中・西浦中と統合し、沼津市立長井崎中学校として開校[2]。
  - 6月2日 - 開校式典挙行[2]。
- 1990年（平成2年）4月 - 創立10周年記念式典挙行[2]。
- 2018年（平成30年）12月6日 - 長井崎中学校特別企画を開催（『ラブライブ!サンシャイン!!』桜内梨子役の逢田梨香子をゲストに招いてのトークショーの開催）[3]
- 2021年（令和3年）3月 - 内浦小学校並びに西浦小学校との統合、小中一貫校化により閉校[1]。校舎を改修の上で4月より開校。

### 長井崎小中一貫学校
- 2021年（令和3年）4月1日 - 沼津市立長井崎小中一貫学校として開校。

## 通学区域
- 内浦地区: 小海、重須、重寺、長浜、三津
- 西浦地区: 足保、江梨、木負、久連、久料、古宇、河内、立保、平沢[4]

## 指定避難所
本校は、以下の地域の避難所に指定されている。
- 重須、長浜、木負、河内

## 交通アクセス

### バス
東海バス沼津営業所西浦線（沼津駅③乗り場）
長井崎小中一貫学校経由
【N22】木負農協
長井崎小中一貫学校まで乗車
学校登校日の登校時刻に合わせての運行のため、本数は僅かしかない。
長井崎小中一貫学校入口（旧長井崎中学校）経由
【N21・22】江梨
長井崎小中一貫学校入口（旧長井崎中学校）まで乗車（徒歩10分程度）
学校の登下校時刻に合わせての運行のため、本数は僅かしかない。
長井崎トンネル経由
【N24】木負農協
【N24】江梨
【N25】戸田
木負東口まで乗車（徒歩15分程度）
長井崎小中一貫学校・長井崎小中一貫学校入口（旧長井崎中学校）経由以外はここが最寄り。

## 関連事項
- 日本の小中一貫校
- 静岡県中学校一覧
- 静岡県小学校一覧
- ラブライブ!サンシャイン!! - 浦の星女学院のモデル。